# 林霆
林霆，字时隐。南宋藏書家。福建兴化军莆田县人，林冲之的从子，林震之弟。与郑樵为金石之交。
宋徽宗政和五年（1123年）考中进士。林霆精于象数，师事林光朝，藏书数千卷，均亲自校正，对子孙说：“吾为汝曹获良产矣。”绍兴年间，出任敕令所删定官。紹興十年（1140年）称不应置二帝万里外不通问，因為反對秦桧等人與金國和議而辭職，为时人所敬重。权臣极为恨怒，于不让他为官至死，莆田百姓尊称为“忠义林氏”。宝庆三年，在其所居立祠。宝祐年间，又给田百亩，使备祭享以劝忠义。